# 棕尾蜂鸟属
棕尾蜂鸟属（学名：Chalybura），是雨燕目蜂鸟科的一个属，包含斑胸棕尾蜂鸟和白腹棕尾蜂鸟。